# 裸の診察室
『裸の診察室』（はだかのしんさつしつ、Brownian Movement）は2010年のオランダの官能映画。
監督はナヌーク・レオポルド、出演はザンドラ・ヒュラーとドラガン・バケマなど。
夫がいながら不特定の男性患者と情事を繰り返す女医がたどる運命を描いている。
日本では劇場未公開だが、DVDが2011年5月27日に発売された他、同年12月25日深夜にWOWOWで「R15+指定」相当として放送された。

## ストーリー
ハンサムで優しい夫マックス、幼い息子ベンジャミンと暮らす医師のシャルロッテ・リベックは、夫に隠れて借りた部屋で患者の男たちと行きずりの関係を繰り返す。
ある日、かつて関係を持った男と偶然出くわしたシャルロッテは取り乱し、相手の男を殴り倒して気を失う。これをきっかけに夫に全てが知られてしまったシャルロッテは精神鑑定を受ける。そして、夫を愛しながらも他の男たちと関係を持ったことを後悔していると言いながら、さほど罪悪感を抱いていないシャルロッテは医師登録を抹消される。
専業主婦として家庭に入ったシャルロッテに対し、マックスはわだかまりを解くことが出来ない。一方、シャルロッテは建設途中のビルで1人で過ごすのを日課とするようになる。シャルロッテを理解し切れず思い悩むマックスをシャルロッテは包み込むように抱きしめ、2人は旅に出る。

## キャスト
- シャルロッテ・リベック: ザンドラ・ヒュラー - 医師。
- マックス: ドラガン・バケマ（オランダ語版） - 建築家。シャルロッテの夫。